# Ayana Sakai
Ayana Sakai (jap. 平山 あや Sakai Ayana; ur. 16 maja 1985 w Mobara) – japońska aktorka, modelka, piosenkarka oraz projektantka mody.

## Życiorys
W 2007 roku wyszła za mąż, za Tetsuye Ogawe, basistę japońskiego zespołu rockowego L’Arc-en-Ciel.
Ma dwoje dzieci, syna ur. 09.2014 i córkę ur. 08.2016.
Jest byłą członkinią zespołu LICCA.

## Filmografia

### Seriale
- Hanazakari No Kimitachi E ~Ikemen Paradise~ (Fuji TV 2011) odc.3
- Reset (NTV 2009) odc.10
- Judge II (NHK 2008)
- Walkin' Butterfly (TV Tokyo 2008)
- Zettai Kareshi (Fuji TV 2008) odc.7,9
- Koi no Kara Sawagi Drama Special Love Stories IV (NTV 2007)
- Mop Girl (TV Asahi 2007) odc.2
- Jotei jako Hojo Rina (TV Asahi 2007)
- Shinkansen Girl (NTV 2007)
- Hyakki Yakosho (NTV 2007)
- Bengoshi no Kuzu (TBS 2006) odc.10
- Oishii Proposal (TBS 2006) odc.1
- Gachibaka jako Saya (TBS 2006)
- Hana Yori Dango (TBS 2005)
- Water Boys Finale (Fuji TV 2005)
- Attack No.1 (TV Asahi 2005)
- Ace wo Nerae Kiseki e no Chousen (TV Asahi 2004)
- Ace wo Nerae! (TV Asahi 2004)
- Kangei! Danjiki Goikkosama (NTV 2001)

### Filmy
- Furaingu Rabittsu (2008)
- Devilman (2004)
- Battle Royale 2 (2003)
- Boogiepop wa Warawanai: Boogiepop and Others (2000)